# Cadillac Debutante
 (janvier 2020).
Pour les articles homonymes, voir Débutante.
La Cadillac Debutante a été exposée au Salon de l'auto de Chicago en tant que concept car en 1950. L'intérieur est recouvert de peau de léopard, a un tableau de bord en or 24 carats et des raccords en or 24 carats. À 35 000 $, elle était considérée comme la voiture la plus luxueuse de Cadillac à l'époque. Cependant, elle n'a jamais atteint la ligne de production, ce qui en fait une pièce unique.